# Helen Taft

Helen Taft

Helen Louise Herron "Nellie" Taft, född som Helen Herron 2 juni 1861 i Cincinnati, Ohio, död 22 maj 1943 i Washington, D.C., var en amerikansk presidentfru 1909-1913, gift med USA:s 27:e president, William Howard Taft.

## Biografi
Helen Taft var dotter till domaren John Williamson Herron. 17 år gammal, besökte hon Vita Huset i Washington, D.C. första gången, som gäst till en av hennes fars advokatkollegor, president Rutherford B. Hayes och redan då bestämde hon sig för att hon en dag skulle bli USA:s First Lady.
Hon tyckte om att studera och undervisade även några år innan hon 19 juni 1886 gifte sig med William Howard Taft. Två månader efter att hon flyttade in i Vita huset 1909 drabbades hon av ett slaganfall, vilket förhindrade henne att delta i det sociala umgänget under ett år framåt.
Nellie Taft var den första presidentfrun att delta i paraden i presidentens invigningsceremoni; att utge sina memoarer; att köra bil; att öppet stödja rösträtt för kvinnor; att röka cigaretter; att förespråka trygghet på arbetsplatsen i offentlig tjänst, och hon startade också traditionen med musikalisk underhållning vid statsmiddagar. Hon serverade sprit vid presidentmottagningarna och tog därmed ställning mot den då livliga nykterhetsrörelsen.
Nellie Taft är känd för att hon i Washington, D.C. år 1912 lät plantera ett av den amerikanska huvudstadens berömdaste kännemärken - ett stort antal japanska körsbärsträd. Hon blev förtjust i dessa träd under en diplomatisk resa som hon företog till Japan tillsammans med sin make.
Parets äldste son, Robert Taft, kom att bli en berömd politiker.
Nellie Taft avled 22 maj 1943 i Washington och begravdes bredvid sin make på Arlingtonkyrkogården.

## Porträtt
Bror Kronstrand målade ett av Helen Taft.